# North Andros District
North Andros District är ett distrikt i Bahamas. Det ligger på ön Andros i den västra delen av landet, 80 km väster om huvudstaden Nassau. Ytterligare en ö i distriktet är Joulter Cays..
Samhällen i North Andros District:
- San Andros
- Andros Town
- Nicholls Town